# Ol'ha Taratuta
Ol'ha Illivna Taratuta, nata El'ka Ruvins'ka (in ucraino Ольга Іллівна Таратута; nata Елька Рувінська?; Novodmitrovka, 21 gennaio 1876  (forse 1874 o 1878) – 8 febbraio 1938) è stata un'attivista sovietica anarco-comunista.
Fu la fondatrice della Croce nera anarchica, un'organizzazione di supporto per anarchici.

## Infanzia e attivismo
Nacque nel villaggio di Novodmitrovka vicino a Cherson, in Ucraina, da una famiglia ebraica proprietaria di un piccolo negozio. Dopo aver completato gli studi, divenne un'insegnante.
Venne arrestata nel 1895 per dei "sospetti politici" e nel 1897 si unì al gruppo socialdemocratico associato a Abram e Iuda Grossman, basato a Ekaterinoslav.Militò attivamente nel sindacato della Russia meridionale e nel comitato del Partito Operaio Socialdemocratico Russo dal 1898 al 1901. Nel 1901 si trasferì in Germania e poi in Svizzera, lavorando con il giornale Iskra e conoscendo Georgij Plechanov e Lenin.
Nel 1903, in Svizzera, divenne un'anarco-comunista. Tornò a Odessa nel 1904 e si unì a Neprimirimye, un collettivo di anarchici e sostenitori di Jan Wacław Machajski.Venne arrestata nello stesso anno, per essere poi rilasciata per assenza di prove. Dopo il suo rilascio, si unì a un sindacato di lavoratori di Odessa, venendo riconosciuta come una delle più importanti anarchiche russe in attività.
Venne arrestata nel 1905, ma dopo la rivoluzione dello stesso anno le venne garantita l'amnistia. Fu successivamente coinvolta nell'attentato al Odessa's Café Libman del Dicembre 1905, per il quale fu condannata a 17 anni in prigione.
Fuggì dalla prigione un anno dopo, recandosi a Ginevra e unendosi a Buntar, scrivendo per l'omonimo giornale.Nel 1907 tornò a Odessa, dove complottò contro il generale Aleksandr Kaulbars e contro il governatore della città.
Nel 1908 venne arrestata un'altra volta e condannata a 21 anni di prigione.Venne rilasciata solo dopo la rivoluzione di Febbraio e, un anno dopo, creò la croce nera anarchica per supportare i compagni imprigionati.
Dopo la repressione politica del governo rivoluzionario, Taratuta si unì a Golos Truda e tornò in Ucraina per aiutare i Machnovisti.

## Repressione sovietica
Dopo l'ennesimo arresto, la croce nera venne sospesa e Taratuta venne trasferita a Mosca.Quando le venne proposto il rilascio in cambio di informazioni sui suoi collaboratori, intraprese uno sciopero della fame di 11 giorni. Nel 1922 venne esiliata a Veliky Ustyug per due anni.
Venne rilasciata nel 1924 a Kiev. Continuò a distribuire propaganda anarchica e, nel 1927, si unì alla campagna internazionale in supporto di Sacco e Vanzetti.Scrisse una fitta corrispondenza con altri anarchici in prigione e cercò di organizzare uno sciopero generale a Odessa.
Venne arrestata un'ultima volta nel '37, per essere condannata a morte e uccisa un anno dopo.